# Хубавата мелничарка
Хубавата мелничарка (на немски: Die schöne Müllerin) е първият вокален цикъл на австрийския композитор Франц Шуберт. Написан е през 1823 г. и се състои от двадесет песни по текстове на Вилхелм Мюлер. Всяка една от песните му има програмно заглавие. Частите на цикъла са свързани идейно и художествено и са обединени от една драматургична и сюжетна линия. Песните са написани за баритон и пиано. Повечето са в куплетна строфична форма с изключение на романса „Моя“.

## Сюжет
В цикъла се разказва за млад мелничар, тръгнал да търси щастието си по света. Пристига в една мелница, където се влюбва в дъщерята на мелничаря. Тази любов му донася първоначално радостни, по-късно и горестни преживявания – появява се негов съперник в любовта, млад ловец, който спечелва сърцето на хубавата мелничарка. Отново поел на път, младежът разказва на ручея като на единствения си верен приятел за загубената си любов, след което решава да приключи живота си със самоубийство.